# Sumi (Ucraïna)
Sumi (ucraïnès: Суми) és una ciutat d'Ucraïna capital de la província homònima. Fundada el 1652 a la vora del riu Psel, entre els seus elements turístics cal destacar-ne la catedral, el Museu d'Art de la regió de Sumi i el dedicat a Anton Txékhov.

## Persones cèlebres de Sumi
- Víktor Iúsxenko, polític
- Iekaterina Peixkova, activista dels drets humans i primera esposa de l'escriptor Maksim Gorki
- Karl Burman, arquitecte
- Oleh Hussiev, futbolista